# Dasuifen He
Dasuifen He är ett vattendrag i Kina. Det ligger i provinsen Heilongjiang, i den nordöstra delen av landet, omkring 390 kilometer sydost om provinshuvudstaden Harbin.
Genomsnittlig årsnederbörd är 928 millimeter. Den regnigaste månaden är juli, med i genomsnitt 186 mm nederbörd, och den torraste är januari, med 6 mm nederbörd.